# ريكاردو بيريرا (ممثل)
ريكاردو بيريرا (بالبرتغالية: Ricardo Pereira‏) هو عارض وممثل برتغالي، ولد في 14 سبتمبر 1979 بلشبونة في البرتغال.

## وصلات خارجية
- ريكاردو بيريرا على موقع IMDb (الإنجليزية)
- ريكاردو بيريرا على موقع ألو سيني (الفرنسية)
- ريكاردو بيريرا على موقع أول موفي (الإنجليزية)
- ريكاردو بيريرا على موقع قاعدة بيانات الفيلم (الإنجليزية)
- ريكاردو بيريرا على موقع كينوبويسك (الروسية)